# Chudy literat
Chudy literat – satyra Adama Naruszewicza z 1773 roku. Poeta porusza w wierszu temat pewnych ograniczeń w pojmowaniu świata przez polską szlachtę.
Treść satyry ma formę rozmowy. Jeden z rozmówców, który jest zawodowym literatem, skarży się, że żyje w biedzie ponieważ społeczeństwo nie czyta książek. Jako przykład podaje swoje spotkanie z pewnym szlachcicem z prowincji, który przybył do niego z zamiarem kupienia czegoś do czytania. Podczas wyboru odpowiedniej książki długo nie może się zdecydować. Uważa, że wiersze to dla niego błazeństwa, natomiast Historia Polski jest nieważna, ponieważ wyrzucono z niej legendy o Kraku i Wandzie, nie czyta Tacyta, ponieważ był poganinem, a książki o gospodarstwie nie potrzebuje, dlatego że jest w stanie bez nich uprawić rolę. Ostatecznie wybiera do czytania kalendarz.